# Liste der Monuments historiques in Rouffy
Die Liste der Monuments historiques in Rouffy führt die Monuments historiques in der französischen Gemeinde Rouffy auf.

## Liste der Objekte
| Bezeichnung    | Beschreibung                         | Standort                                   | Kennzeichnung | Schutzstatus | Datum | Bild |
| -------------- | ------------------------------------ | ------------------------------------------ | ------------- | ------------ | ----- | ---- |
| Kommuniontisch | Schmiedeeisen, 18. Jahrhundert       | in der Kirche Nativité-de-la-Vierge (Lage) | PM51002910    | Inscrit      | 1978  |      |
| Taufbecken     | Stein, Kupferdeckel, 18. Jahrhundert | in der Kirche Nativité-de-la-Vierge (Lage) | PM51002911    | Inscrit      | 1978  |      |